# Surinam na Letnich Igrzyskach Olimpijskich 2008
Reprezentacja Surinamu na Letnich Igrzyskach Olimpijskich 2008 liczyła czworo zawodników (2 kobiety i 2 mężczyzn). Surinam miał swoich przedstawicieli w 2 spośród 28 rozgrywanych dyscyplin. Zawodnicy z tego kraju nie zdobyli żadnego medalu. Chorążym reprezentacji był trener, a wcześniej pływak i olimpijczyk Anthony Nesty. Najmłodszą reprezentantką Surinamu na Letnich Igrzyskach Olimpijskich 2008 była zaledwie 15-letnia pływaczka Chinyere Pigot, a najstarszym przedstawicielem tego kraju był nieco ponad 23-letni pływak Gordon Tjouw. Troje zawodników zadebiutowało na igrzyskach.
Był to jedenasty start tej reprezentacji na igrzyskach olimpijskich. Najlepszym wynikiem, jaki osiągnęli reprezentanci tego kraju na Letnich Igrzyskach Olimpijskich 2008, była 44. pozycja, jaką Kirsten Nieuwendam zajęła w rywalizacji sprinterek w biegu na 200 metrów.

## Tło startu
Narodowy Komitet Olimpijski Surinamu powstał w 1959 roku, a w tym samym roku został zatwierdzony przez Międzynarodowy Komitet Olimpijski. Od tego czasu Komitet Olimpijski tegoż kraju zgłasza reprezentację Surinamu do udziału w najważniejszych imprezach międzynarodowych takich jak igrzyska panamerykańskie, czy igrzyska olimpijskie.
Surinam na letnich igrzyskach olimpijskich zadebiutował w 1960 roku. Największymi sukcesami tej reprezentacji są dwa medale olimpijskie zdobyte w 1988 i 1992 przez pływaka Anthony’ego Nesty’ego, który podczas igrzysk w Pekinie był trenerem Gordona Tjouwa i Chinyere Pigot.

## Statystyki według dyscyplin
Spośród dwudziestu ośmiu dyscyplin sportowych, które Międzynarodowy Komitet Olimpijski włączył do kalendarza igrzysk, reprezentacja Surinamu wzięła udział w dwóch. W pływaniu i lekkoatletyce Narodowy Komitet Olimpijski kraju z Ameryki Południowej wystawił dwoje zawodników.
| Lp.     | Sport         | Mężczyźni | Kobiety | Łącznie |
| ------- | ------------- | --------- | ------- | ------- |
| 1.      | Lekkoatletyka | 1         | 1       | 2       |
| 2.      | Pływanie      | 1         | 1       | 2       |
| Łącznie | Łącznie       | 2         | 2       | 4       |

## Lekkoatletyka
Surinam w lekkoatletyce reprezentowało dwoje zawodników – 1 mężczyzna i 1 kobieta. Każdy z nich wystartował w jednej konkurencji. Początkowo Kirsten Nieuwendam i Jurgen Themen nie zakwalifikowali się do udziału w Letnich Igrzyskach Olimpijskich 2008, gdyż nie uzyskali wymaganego minimum kwalifikacyjnego. Zgodnie z przepisami przyjętymi przez IAAF każdy kraj, w którym żaden z zawodników nie wypełnił minimum kwalifikacyjnego, otrzymał zaproszenie do zgłoszenia do Letnich Igrzysk Olimpijskich 2008 nie więcej niż 2 lekkoatletów.
Pierwszym reprezentantem Surinamu w lekkoatletyce, był Jurgen Themen, który wziął udział w rywalizacji sprinterów w biegu na 100 metrów. Eliminacje rozpoczęły się 15 sierpnia 2008 roku o godzinie 9:45.
Themen startował w pierwszym biegu eliminacyjnym, który odbył się o tej samej godzinie. Wylosował piąty tor, z którego wystartował; wynikiem 10,61 pobił swój rekord życiowy, ale mimo to zajął szóste miejsce, co w łącznej klasyfikacji przełożyło się na 54. miejsce wśród 80 sklasyfikowanych atletów. Jego czas reakcji wyniósł 0,179 sekundy. Zwyciężył Usain Bolt z Jamajki.
Jako druga podczas igrzysk wystartowała Kirsten Nieuwendam, która wzięła udział w rywalizacji sprinterek na 200 metrów. Eliminacje tej konkurencji rozpoczęły się 19 sierpnia 2008 roku o godzinie 10:00. Nieuwendam startowała w pierwszym, biegu eliminacyjnym, który odbył się o godzinie 10:00. Startowała z toru numer 3; mimo iż wynikiem 24,46 poprawiła rekord kraju, zajęła przedostatnie, 7. miejsce w swoim biegu eliminacyjnym, co w łącznej klasyfikacji dało jej 44. miejsce w gronie 48 zawodniczek. Jej czas reakcji wyniósł 0,190 sekundy. Zwyciężczynią tej konkurencji została Veronica Campbell-Brown z Jamajki.
Legenda
- – nowy rekord kraju
- – rekord życiowy

Mężczyźni
| Zawodnik      | Konkurencja   | Bieg eliminacyjny | Bieg eliminacyjny | Półfinał | Półfinał | Finał | Finał   | Miejsce |
| Zawodnik      | Konkurencja   | Wynik             | Miejsce           | Wynik    | Miejsce  | Wynik | Miejsce | Miejsce |
| ------------- | ------------- | ----------------- | ----------------- | -------- | -------- | ----- | ------- | ------- |
| Jurgen Themen | bieg na 100 m | 10,61             | 6                 | NQ       | NQ       | NQ    | NQ      | 54      |

Kobiety
| Zawodnik           | Konkurencja   | Bieg eliminacyjny | Bieg eliminacyjny | Półfinał | Półfinał | Finał | Finał   | Miejsce |
| Zawodnik           | Konkurencja   | Wynik             | Miejsce           | Wynik    | Miejsce  | Wynik | Miejsce | Miejsce |
| ------------------ | ------------- | ----------------- | ----------------- | -------- | -------- | ----- | ------- | ------- |
| Kirsten Nieuwendam | bieg na 200 m | 24,46             | 7                 | NQ       | NQ       | NQ    | NQ      | 44      |

## Pływanie
Surinam w pływaniu reprezentowało dwoje zawodników – 1 mężczyzna i 1 kobieta. Każdy z nich wystartował w jednej konkurencji. Początkowo Gordon Tjouw i Chinyere Pigot nie zakwalifikowali się do udziału w Letnich Igrzyskach Olimpijskich 2008, gdyż nie uzyskali wymaganego minimum kwalifikacyjnego. Zgodnie z przepisami przyjętymi przez Światową Federację Pływacką każdy kraj, w którym żaden z zawodników nie wypełnił minimum kwalifikacyjnego, otrzymał zaproszenie do zgłoszenia do Letnich Igrzysk Olimpijskich 2008 nie więcej niż 2 pływaków. Jedynym kryterium, jakie musieli oni spełnić, był wcześniejszy start na Mistrzostwach Świata w Pływaniu 2007. Obydwoje spełnili to kryterium, gdyż w czasie tej imprezy Gordon Tjouw wystartował w dwóch konkurencjach – wyścigu na 100 metrów stylem motylkowym (zajął w nim 53. miejsce), 50 metrów stylem motylkowym (49. miejsce), a Chinyere Pigot wystartowała w pięciu konkurencjach – wyścigu na 50 metrów stylem dowolnym (zajęła w nim 94. miejsce), 50 metrów stylem klasycznym (60. miejsce), 100 metrów stylem klasycznym (54. miejsce), 200 metrów stylem klasycznym (45. miejsce) i 50 metrów stylem motylkowym (88. miejsce).
Jako pierwszy podczas igrzysk wystartował Gordon Tjouw, który wziął udział w konkurencji 100 metrów stylem motylkowym mężczyzn. Eliminacje tej konkurencji rozpoczęły się 14 sierpnia 2008 roku. Tjouw wystąpił w drugim wyścigu eliminacyjnym. Startował z drugiego toru; z wynikiem 54,54 zajął 3. miejsce w swoim wyścigu eliminacyjnym, co w łącznej klasyfikacji dało mu 55. miejsce na 65 sklasyfikowanych zawodników. Jego czas reakcji wyniósł 0,76 sekundy. Zwyciężył Michael Phelps ze Stanów Zjednoczonych.
Kolejną i ostatnią pływaczką biorącą udział w zawodach, była Chinyere Pigot, która wzięła udział w wyścigu na 50 metrów stylem dowolnym kobiet. Eliminacje tej konkurencji rozpoczęły się 15 sierpnia 2008 roku. Pigot wystąpiła w piątym wyścigu eliminacyjnym, gdzie startowała z piątego toru; z wynikiem 27,66 zajęła 2. miejsce w swoim wyścigu eliminacyjnym, co w zestawieniu wszystkich zawodniczek dało jej 54. miejsce w gronie 90 sportsmenek. Jej czas reakcji wyniósł 0,79 sekundy. Zwyciężczynią tej konkurencji została Britta Steffen z Niemiec.
Mężczyźni
| Zawodnik     | Konkurencja             | Wyścig eliminacyjny | Wyścig eliminacyjny | Półfinał | Półfinał | Finał | Finał   |
| Zawodnik     | Konkurencja             | Czas                | Miejsce             | Czas     | Miejsce  | Czas  | Miejsce |
| ------------ | ----------------------- | ------------------- | ------------------- | -------- | -------- | ----- | ------- |
| Gordon Tjouw | 100 m stylem motylkowym | 54,54               | 55                  | NQ       | NQ       | NQ    | NQ      |

Kobiety
| Zawodniczka    | Konkurencja          | Eliminacje | Eliminacje | Półfinał | Półfinał | Finał | Finał   |
| Zawodniczka    | Konkurencja          | Czas       | Miejsce    | Czas     | Miejsce  | Czas  | Miejsce |
| -------------- | -------------------- | ---------- | ---------- | -------- | -------- | ----- | ------- |
| Chinyere Pigot | 50 m stylem dowolnym | 27,66      | 54         | NQ       | NQ       | NQ    | NQ      |